# 菲茲金島
65°31′S 65°31′W / 65.517°S 65.517°W

菲茲金島（Fizkin Island），是南極洲的島嶼，處於皮克維克島東南面5公里和阿羅史密斯半島東南面0.9公里，屬於比斯科群島中皮特群島的一部分，在1957年被繪入阿根廷地圖，現時由南極條約體系管理。